# Пятнистая каури
Пятнистая каури (лат. Perisserosa guttata) — брюхоногий моллюск из монотипического рода Perisserosa семейства Cypraeidae.

## Описание
Раковина немного грушевидной формы и по сравнению с другими каури в среднем тяжелее. Цвет верхней стороны от бежевого до ярко-оранжевого с белыми пятнами, нижняя сторона большей частью коричневая. Особенностью этого вида являются отчётливые зазубрины на раковине, которые покрывают всю нижнюю сторону, выдаваясь в стороны. Подвид P. g. guttata отличается от P. g. surinensis контуром раковины, у P. g. surinensis раковина овальной формы и меньше чем у P. g. guttata, с другой стороны, цветом нижней стороны: P. g. surinensis темнее и имеет более сплошную коричневую окраску на стороне внешней губы. Кроме того у P. g. guttata меньше пятен, но они, в свою очередь, крупнее.

## Распространение
Животные этого вида обитают в тропических и субтропических водах юго-западного Тихого океана (на севере до Японии) и северо-восточного Индийского океана. 

## Биология
Моллюски обитают на глубине 25-100 метров в расщелинах скал. Подвид C. guttata sinensis - на глубине 100-300 м.

## Подвиды
Различают от двух до трёх подвидов: P. guttata guttata (J. F. Gmelin, 1791), P. guttata azumai (resp. P. guttata guttata f. azumai (Schilder, 1960)) и P. guttata surinenis (Raybaudi, 1978).
|                 | Perisserosa guttata guttata   | Perisserosa guttata guttata f. azumai | Perisserosa guttata surinensis    |
| --------------- | ----------------------------- | ------------------------------------- | --------------------------------- |
| Размеры раковин | от 54 до 70 мм                |                                       | от 42 до 52 мм                    |
| Распространение | западный Тихий океан, Тайвань | западный Тихий океан, Япония          | северный Индийский океан, Таиланд |
| Глубина         | 25—100 м                      | 25—100 м                              | 100—300 м                         |
| Вид сверху      |                               |                                       |                                   |
| Вид снизу       |                               |                                       |                                   |